# Ordres de grandeur de concentration
Voici un tableau de différents ordres de grandeur de concentration chimique.
| Facteur (m−3) | Valeur (m−3) | Valeur (mol L−1) | Exemples                                                                    |
| ------------- | ------------ | ---------------- | --------------------------------------------------------------------------- |
| 103           | 1 × 103      | 1,6 × 10-21      | Hydrogène dans le milieu interstellaire                                     |
| 10            | 1 × 1010     | 6,5 × 10-13      | Atomes présents dans l'anneau du LHC (sans faisceau)                        |
|               |              |                  |                                                                             |
| 1020          | 7,8 × 1019   | 5,2 × 10-4       | Concentration de caféine dans un verre de 25 cl de Coca-Cola(masse molaire) |
| 1021          | 1,4 × 1021   | 2,4 × 10-3       | Concentration d'acide ascorbique (vitamine C) dans 1 L de jus d'orange      |
| 1021          | 1,7 × 1021   | 2,9 × 10-3       | Concentration de caféine dans le café                                       |
| 1022          |              |                  |                                                                             |
| 1023          | 1,7 × 1023   | 2,8 × 10-4       | Concentration en oxygène (O2) dans l'eau de mer à 298 K et 105 Pa           |
| 1024          | 4,9 × 1024   | 8,1—11,2 × 10-3  | Concentration en hémoglobine dans le sang humain                            |
| 1025          | 1,6 × 1025   | 2,6 × 10-2       | Magnésium dans le chocolat noir                                             |
| 1025          | 2,4 × 1025   | 4,0 × 10-2       | Gaz parfait à 298 K et 1 bar                                                |
| 1025          | 5,6 × 1025   | 9,3 × 10-2       | Concentration en fer dans les épinards                                      |
| 1025          | 9,0 × 1025   | 1,5 × 10-1       | Sérum physiologique                                                         |
| 1026          |              |                  |                                                                             |
| 1027          | 1,0 × 1027   | 1,7              | Concentration en sucre dans une confiture                                   |
| 1027          | 3,6 × 1027   | environ 6        | NaOH dans un déboucheur liquide                                             |
| 1027          | 4,1 × 1027   | 6,9              | Concentration en sel de la mer Morte                                        |
| 1028          | 3,3 × 1028   | 5,5 × 101        | Eau à 25 °C et à 1 bar                                                      |
| 1029          | 1,7 × 1029   | 3,0 × 102        | Carbone dans le diamant                                                     |
| 1030          |              |                  |                                                                             |
| 1035          | 3,0 × 1035   | 5,0 × 108        | Gaz dégénéré d'électrons                                                    |